# Olivier Echouafni
Olivier Echouafni (Mentone, 13 settembre 1972) è un allenatore di calcio ed ex calciatore francese, di ruolo centrocampista.
Tra il 2016 e il 2017 è stato il commissario tecnico della nazionale femminile francese.

## Carriera

### Calciatore

#### Olympique Marsiglia
Nato a Mentone da padre marocchino e madre francese, Echouafni cresce calcisticamente nelle giovanili del Monaco, per poi aggregarsi all'Olympique Marsiglia il 17 giugno 1993. Nel 1994 i focesi sono retrocessi d'ufficio in seconda serie e il giovane centrocampista approfitta così della partenza dei giocatori più blasonati della squadra per ritagliari un posto negli undici titolari. Nell'agosto del '94 ha l'occasione di scendere in campo in un'amichevole internazionale allo Stadio Vélodrome contro la Juventus (vittoria per 2-0 del Marsiglia). A fine stagione il club si aggiudica il campionato di seconda divisione ma è costretto a rimanere in Division 2 per un altro anno a causa di irregolarità finanziarie.
Durante la stagione 1995-1996 Echouafni ha modo di scendere in campo 28 volte in campionato e va a segno per la prima volta il 20 gennaio 1996 contro il Louhans-Cuiseaux. In seguito si ripete contro Amiens, Perpignano e Alès.
Promosso col Marsiglia in Division 1, esordisce in massima serie francese il 10 agosto 1996 nella sfida contro il Lione, sostituendo Tony Cascarino all'82º minuto. Nella stessa annata scende in campo 35 volte su 38 partite di campionato e segna tre reti contro Guingamp, Strasburgo e Lilla.
In seguito ad un'altra stagione disputata da titolare, il centrocampista lascia l'OM dopo aver disputato 102 gare ufficiali e segnato 8 reti.

#### Strasburgo
Lasciata Marsiglia, Echouafni si trasferisce allo Strasburgo il 25 luglio 1998. Nella prima stagione il club alsaziano si piazza dodicesimo e il giocatore colleziona 35 gettoni e 4 gol. Nella stagione successiva (conclusa in decima posizione) il centrocampista scopre una notevole vena realizzativa, diventando il miglior marcatore della squadra con 12 reti in tutte le competizioni.

#### Rennes
Nel corso del calciomercato estivo del 2000, Echouafni viene acquistato dallo Stade Rennais che se lo aggiudica per 1,2 milioni €. L'allenatore Paul Le Guen mette il roccioso mediano davanti alla difesa e, dopo un inizio stentato, diventa uno dei protagonisti della stagione positiva dei bretoni che concludono il campionato al sesto posto, accedendo in Coppa Intertoto.
La stagione 2001-2002 non è fortunata per il giocatore: dapprima escluso dai piani del neo-tecnico Christian Gourcuff, il 22 dicembre 2001 si infortuna gravemente al ginocchio contro il Monaco e rimane fuori dal campo per nove mesi. Tornato a settembre 2002 agli ordini di Philippe Bergerôo, non riesce tuttavia ad essere considerato neppure da questo allenatore. In procinto di lasciare Rennes, viene convinto a rimanere dal nuovo allenatore Vahid Halilhodžić che lo reintegra in squadra e gli fa disputare 23 partite di campionato.

#### Nizza
Il 28 agosto 2003 si trasferisce in Costa Azzurra, firmando un contratto biennale col Nizza con cui disputa 31 incontri nella stagione inaugurale. In seguito partecipa a due Coppe Intertoto (2003 e 2004) e arriva fino alla finale della Coppa di Lega 2005-2006, perdendo 1-2 contro il Nancy. Nel 2007 diventa capitano dei nizzardi e l'anno seguente prolunga il suo contratto per un'altra stagione.
Nel 2009 estende di un altro anno il suo contratto e il 3 maggio 2010 annuncia il suo ritiro dal calcio giocato. Ha disputato in sette anni 230 incontri di campionato con il Nizza.

### Allenatore

#### Amiens
Terminata la carriera da calciatore, e dopo due anni di formazione, Echouafni ottiene il patentino da allenatore professionista il 18 maggio 2012. Il 25 settembre 2013 prende le redini dell'Amiens, in terza serie francese, che conduce dalla diciassettesima posizione ad un insperato sesto posto in classifica, grazie anche ad una difesa granitica capace di concedere solo 18 reti in 33 partite.

#### Sochaux
Il 17 giugno 2014 diventa il nuovo allenatore del Sochaux, in Ligue 2. Dopo aver lottato per mesi alla promozione in Ligue 1, i giallo-blu chiudono la Ligue 2 2014-2015 al nono posto, mentre il 15 settembre 2015 Echouafni viene esonerato dopo un deludente avvio di stagione fatto di 3 punti in sei giornate.

#### Nazionale femminile francese
Il 9 settembre 2016 viene nominato commissario tecnico della Nazionale femminile francese al posto di Philippe Bergerôo. L'8 marzo 2017 conquista a Washington la SheBelieves Cup, battendo 3-0 in finale davanti a 30.000 persone le padrone di casa americane, campionesse del mondo in carica. A luglio 2017 disputa l'Europeo in Olanda e la Francia si piazza seconda nel girone C alle spalle dell'Austria, venendo poi eliminata ai quarti di finale dall'Inghilterra. Il 30 agosto 2017 viene sollevato dall'incarico ed è sostituito da Corinne Diacre.

#### Paris Saint-Germain (femminile)
Il 15 giugno 2018 firma un contratto con la selezione femminile del Paris Saint-Germain. Dopo due secondi posti nel 2019 e nel 2020, al termine della stagione 2020-2021 vince il titolo di Division 1, il primo della storia per il PSG femminile, interrompendo così la striscia di quattordici campionati consecutivi vinti dall'Olympique Lione.

#### Quevilly-Rouen
L'8 giugno 2022 viene chiamato ad allenare il Quevilly-Rouen, club di Ligue 2.

## Palmarès

### Calciatore

#### Club
- Campionato francese di seconda divisione: 1

Olympique Marsiglia: 1994-1995

### Allenatore

#### Club
- Campionato francese: 1

Paris Saint-Germain (femminile): 2020-2021

#### Nazionale femminile
- SheBelieves Cup: 1

Francia: 2017